# 李曼村
李曼村（1917年—1996年8月25日），山东章丘人，中国人民解放军将领，1955年被授予少将军衔，获二级独立自由勋章、一级解放勋章。

## 生平
李曼村于1917年10月出生于山东章丘县普集镇万山村，曾在村小学、龙溪公学读书。1932年7月考入山东省立第一乡村师范学校，1937年回家乡小学任教。1938年2月，领导章丘石峪寺起义，成立章丘县人民抗日救国军，任司令员。同年3月加入中国共产党。后任山东人民抗日救国军第五军中队长，八路军山东纵队第三支队连长、营教导员，特务团政治处主任、政委，八路军山东纵队第三旅基干一营教导员，第八团政委，清河军区清西军分区政委，渤海军区第六军分区政委。
国共内战时期，曾任渤海军区第三军分区兼警卫第七旅政委，第三地委书记，解放军第七师、十一师政委，华东野战军第十纵队二十九师政委，第三野战军二十八军政治部主任，率部参与金门战役。
中华人民共和国成立后，任中国人民解放军第28军副政治委员兼政治部主任。1952年6月起，任华东军区第三政治干部学校校长兼政治委员、政治师范学校校长兼政治委员、第二政治干部学校校长兼政治委员。1961年2月后任解放军总政治部宣传部副部长、部长。文化大革命初期曾为全军文革小组副组长，1967年6月后作为“总政阎王殿”的成员遭受批斗，1968年2月起被关押审查。1974年6月被释放，1975年复任总政宣传部部长。1979年7月起，任军事学院政治部副主任、副政治委员。1985年至1988年任国防大学副政治委员。1996年8月25日在北京逝世。